# Josep Gómes
Josep Gómes (ur. 3 grudnia 1985 w La Massana) – andorski piłkarz grający na pozycji bramkarza w Inter Club d’Escaldes.
Jest półzawodowym piłkarzem. Dawniej pracował w Anglii, gdzie był przedsiębiorcą. Biegle mówi po angielsku.

## Kariera
Gómes większość czasu spędził w hiszpańskim systemie ligowym, grając w takich klubach jak FC Andorra, UD Ibiza-Eivissa, CD Ciudad de Vicar, CF San Rafael, RCD Carabanchel i CD Fortuna. 1 sierpnia 2014 został zawodnikiem francuskiego klubu ES Pennoise. Po roku spędzonym we Francji wrócił na hiszpańskie boiska, podpisując kontrakt z CD Illescas. Następnie reprezentował przez dwa lata barwy Villaverde San Andrés. 31 sierpnia 2018 podpisał kontrakt z andorskim klubem UE Santa Coloma. Rok później przeniósł się do Interu Club d’Escaldes.
W reprezentacji Andory zadebiutował w 2006 roku. W jej barwach występował w eliminacjach do MŚ 2010 i 2014.